# United States Senate Committee on Commerce, Science and Transportation
Das Senate Committee on Commerce, Science, and Transportation ist ein Ausschuss des Senats der Vereinigten Staaten, der sich mit einem weiten Themengebiet befasst, das Handel, Luftfahrt, Schifffahrt und Meeresbezogenes, Wissenschaft und Sport umfasst.
Der Ausschuss ging 1977 aus diversen anderen Ausschüssen hervor. Derzeitiger Vorsitzender ist der Republikaner John Thune aus South Dakota, Ranking Minority Member ist der Demokrat Bill Nelson aus Florida.

## Liste der Zuständigkeiten
- Coast Guard
- Küstengebiete der USA
- Telekommunikation
- Sicherheit auf den Highways
- Binnenwasserwege, Ausnahme, ihr Bau
- Handel zwischen den Bundesstaaten
- Meeres- und Ozean-Navigation, -Sicherheit, und -Transportat
- Merresfischerei
- Handelsmarine
- Nichtmiliträische Luft- und Raumfahrtforschung
- Ozeane, Wetter und Atmosphäre
- Panamakanal und andere interozeanische Kanäle
- Regulierung von Verbraucherprodukten und -dienstleistungen, außer Finanzwesen und Wohnungswesen, die zu anderen Ausschüssen gehören
- Zwischenstaatlicher öffentlicher Verkehr, inklusive Eisenbahnen, Busse, Trucks, Schiffe, Pipelines und Zivilluftfahrt
- Wissenschaft, Ingenieurwesen, und Technologieforschung
- Sport
- Standards und Messung
- Transport
- Das Kontinentalschelf, soweit es für Handel und Transport Bedeutung hat.

## Mitglieder im 117. Kongress
| Mehrheitspartei (Demokraten) | Minderheitspartei (Republikaner) |
| --- | --- |

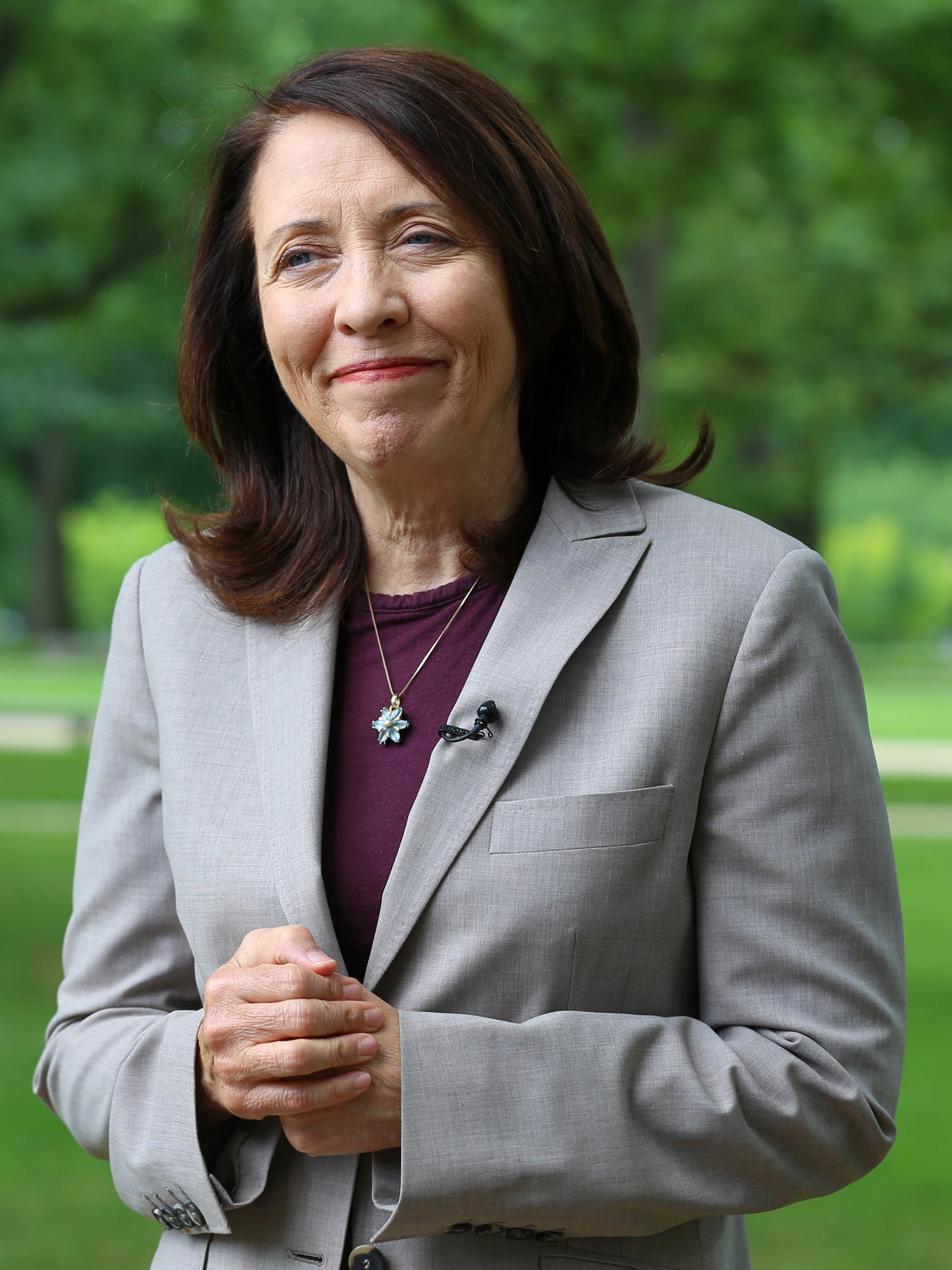
Maria Cantwell, die derzeitige Vorsitzende des Ausschusses

| - Maria Cantwell, Washington, Chair - Amy Klobuchar, Minnesota - Richard Blumenthal, Connecticut - Brian Schatz, Hawaii - Ed Markey, Massachusetts - Gary Peters, Michigan - Tammy Baldwin, Wisconsin - Tammy Duckworth, Illinois - Jon Tester, Montana - Kyrsten Sinema, Arizona - Jacky Rosen, Nevada - Ben Ray Luján, New Mexico - John Hickenlooper, Colorado - Raphael Warnock, Georgia | - Roger Wicker, Mississippi, Ranking Member - John Thune, South Dakota - Roy Blunt, Missouri - Ted Cruz, Texas - Deb Fischer, Nebraska - Jerry Moran, Kansas - Dan Sullivan, Alaska - Mike Lee, Utah - Ron Johnson, Wisconsin - Shelley Moore Capito, West Virginia - Todd Young, Indiana - Rick Scott, Florida - Marsha Blackburn, Tennessee - Cynthia Lummis, Wyoming |

## Mitglieder im 114. Kongress

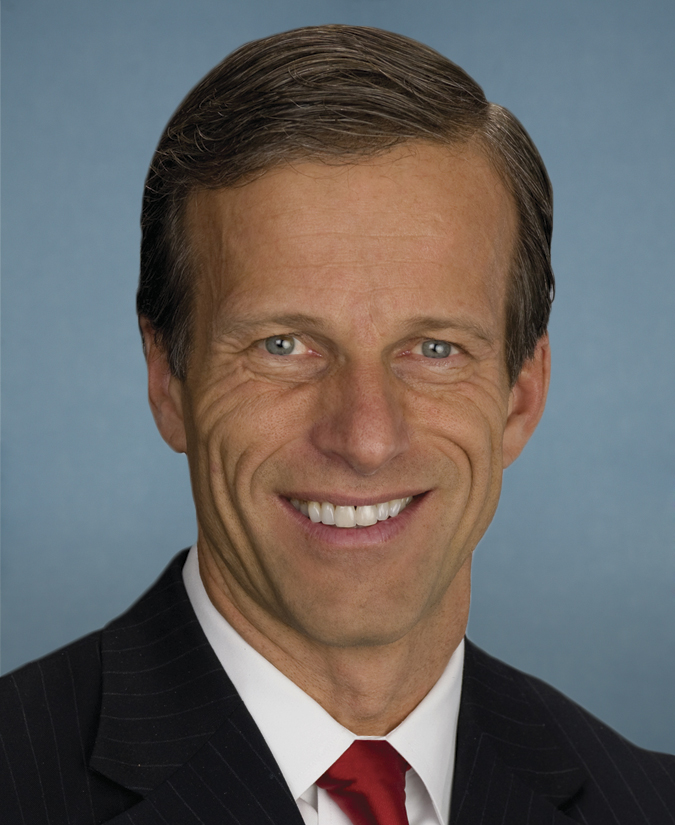
John Thune, der damalige Vorsitzender des Ausschusses

### Republikaner
| Senator              | Staat         |
| -------------------- | ------------- |
| John Thune, Chairman | South Dakota  |
| Roger Wicker         | Mississippi   |
| Roy Blunt            | Missouri      |
| Marco Rubio          | Florida       |
| Kelly Ayotte         | New Hampshire |
| Dean Heller          | Nevada        |
| Ted Cruz             | Texas         |
| Deb Fischer          | Nebraska      |
| Dan Sullivan         | Alaska        |
| Jerry Moran          | Kansas        |
| Ron Johnson          | Wisconsin     |
| Cory Gardner         | Colorado      |
| Steve Daines         | Montana       |

### Demokraten
| Senator                      | Staat         |
| ---------------------------- | ------------- |
| Bill Nelson (Ranking Member) | Florida       |
| Barbara Boxer                | Kalifornien   |
| Maria Cantwell               | Washington    |
| Claire McCaskill             | Missouri      |
| Amy Klobuchar                | Minnesota     |
| Richard Blumenthal           | Connecticut   |
| Brian Schatz                 | Hawaii        |
| Ed Markey                    | Massachusetts |
| Cory Booker                  | New Jersey    |
| Tom Udall                    | New Mexico    |
| Joe Manchin                  | West Virginia |
| Gary Peters                  | Michigan      |

## Unterausschüsse
Der Ausschuss beherbergt sechs Unterausschüsse, die derzeit jeweils von einem Republikaner geführt werden. Keiner von ihnen darf der Vorsitzende des Gesamtausschusses sein. Zudem hat jeder Unterausschuss einen demokratischen Oppositionsführer.

### Subcommittee on Aviation Operations, Safety, and Security
Der Ausschuss beschäftigt sich mit der zivilen Luftfahrt, ihrer Sicherstellung und Sicherheit. Vorsitzende ist Kelly Ayotte (R-NH), Oppositionsführerin Maria Cantwell (D-WA).

### Subcommittee on Communications, Technology, Innovation, and the Internet
Der Ausschuss sieht sich dafür zuständig, Gesetze und andere Anliegen bezüglich Kommunikationsformen zu behandeln. Zur Sparte Kommunikation zählen hierbei unter anderem Telefon, Internet, Fernsehen, Satellitenempfang und -kommunikation, Festnetz und schnurloses Breitband und Radio. Vorsitzender ist Roger Wicker (R-MS), Oppositionsführer Brian Schatz (D-HI).

### Subcommittee on Consumer Protection, Product Safety, Insurance and Data Security
Der Ausschuss fokussiert sich auf sämtliche Fragen des Verbraucherschutzes und setzt sich für faire Transaktionen ein. Vorsitzender ist Jerry Moran (R-KS), Oppositionsführer Richard Blumenthal (D-CT).

### Subcommittee on Oceans, Atmosphere, Fisheries, and Coast Guard
Der Ausschuss ist für jene Themen verantwortlich, die Ozeane und Meere, Küsten sowie das Klima betreffen. Vorsitzender ist Marco Rubio (R-FL), Oppositionsführer Cory Booker (D-NJ).

### Subcommittee on Space, Science and Competitiveness
Der Ausschuss kontrolliert die NASA, die National Science Foundation und das National Institute of Standards and Technology. Vorsitzender ist Ted Cruz (R-TX), Oppositionsführer Gary Peters (D-MI).

### Subcommittee on Surface Transportation and Merchant Marine Infrastructure, Safety, and Security
Der Ausschuss befasst sich mit Fragen des zwischenstaatlichen Transportwesens. Vorsitzender ist Deb Fischer (R-NE), Oppositionsführer Cory Booker (D-NJ).

## Geschichte
Der Ausschuss entstand aus diversen anderen Ausschüssen, die sich im Laufe der Senatsgeschichte immer wieder vereinigten und trennten.
- Senate Committee on Commerce and Manufactures (1816–1825)
- Senate Committee on Commerce (1825–1946, 1961–1977)
- Senate Committee on Manufactures (1825–1855, 1864–1946)
- Senate Committee on Interstate Commerce (1885–1946)
- Senate Committee on Interoceanic Canals (1899–1946)
- Senate Committee on Interstate and Foreign Commerce (1946–1961)
- Senate Committee on Aeronautical and Space Sciences (1958–1977)

## Ehemalige Vorsitzende

### Committee on Commerce and Manufactures, 1816–1825
- William Hunter (F-RI) 1816–1817
- Nathan Sanford (R-NY) 1817–1820
- Mahlon Dickerson (R-NJ) 1820–1825

### Committee on Commerce, 1825–1927
- James Lloyd (NR-MA) 1825–1826
- Josiah S. Johnston (NR-LA) 1826–1827
- Levi Woodbury (D-NH) 1827–1831
- John Forsyth (D-GA) 1831–1832
- William R. King (D-AL) 1832–1833
- Nathaniel Silsbee (W-MA) 1833–1835
- John Davis (W-MA) 1835–1836
- William R. King (D-AL) 1836–1841
- Jabez W. Huntington (W-CT) 1841–1845
- William Henry Haywood (D-NC) 1845–1846
- John Adams Dix (D-NY) 1846–1849
- Hannibal Hamlin (D-ME) 1849–1856
- Henry Dodge (D-WI) 1856–1857
- Clement Comer Clay (D-AL) 1857–1861
- Zachariah Chandler (R-MI) 1861–1875
- Roscoe Conkling (R-NY) 1875–1879
- John Brown Gordon (D-GA) 1879–1880
- Matt Whitaker Ransom (D-NC) 1880–1881
- Samuel James Renwick McMillan (R-MN) 1881–1887
- William P. Frye (R-ME) 1887–1893
- Matt Whitaker Ransom (D-NC) 1893–1895
- William P. Frye (R-ME) 1895–1911
- Knute Nelson (R-MN) 1911–1913
- James Paul Clarke (D-AR) 1913–1916
- Duncan U. Fletcher (D-FL) 1916–1919
- Wesley Livsey Jones (R-WA) 1919–1930
- Hiram Johnson (R-CA) 1930–1933
- Hubert D. Stephens (D-MS) 1933–1935
- Royal S. Copeland (D-NY) 1935–1939
- Josiah William Bailey (D-NC) 1939–1947

### Committee on Interstate Commerce, 1887–1947
- Shelby Moore Cullom (R-IL) 1887–1893
- Matthew Butler (D-SC) 1893–1895
- Shelby Moore Cullom (R-IL) 1895–1901
- Stephen Benton Elkins (R-WV) 1901–1911
- Moses E. Clapp (R-MN) 1911–1913
- Francis G. Newlands (D-NV) 1913–1917
- Ellison D. Smith (D-SC) 1917–1919
- Albert B. Cummins (R-IA) 1919–1924
- Ellison D. Smith (D-SC) 1924–1925
- James Eli Watson (R-IN) 1925–1928
- James J. Couzens (R-MI) 1928–1933
- Clarence Dill (D-WA) 1933–1935
- Burton K. Wheeler (D-MT) 1935–1947

### Committee on Interstate and Foreign Commerce, 1947–1961
- Wallace H. White (R-ME) 1947–1949
- Edwin C. Johnson (D-CO) 1949–1953
- Charles W. Tobey (R-NH) 1953
- John W. Bricker (R-OH) 1953–1955
- Warren G. Magnuson (D-WA) 1955–1961

### Committee on Commerce, 1961–1977
- Warren G. Magnuson (D-WA) 1961–1977

### Committee on Commerce, Science, and Transportation, seit 1977
- Warren G. Magnuson (D-WA) 1977–1978
- Howard Cannon (D-NV) 1978–1981
- Bob Packwood (R-OR) 1981–1985
- John Danforth (R-MO) 1985–1987
- Fritz Hollings (D-SC) 1987–1995
- Larry Pressler (R-SD) 1995–1997
- John McCain (R-AZ) 1997–2001
- Fritz Hollings (D-SC) 2001
- John McCain (R-AZ) 2001
- Fritz Hollings (D-SC) 2001–2003
- John McCain (R-AZ) 2003–2005
- Ted Stevens (R-AK) 2005–2007
- Daniel Inouye (D-HI) 2007–2009
- Jay Rockefeller (D-WV) 2009–2015
- John Thune (R-SD) 2015–2019
- Roger Wicker (R-MS) 2019–2021